# Stan Wicks
Stanley Maurice „Stan“ Wicks (* 11. Juli 1928 in Reading; † 20. Februar 1983 in Henley-on-Thames) war ein englischer Fußballspieler. Der Mittelläufer gewann 1955 mit dem FC Chelsea die englische Meisterschaft.

## Sportlicher Werdegang
Wicks war als Profifußballer ab 1948 zunächst eine feste Konstante in der Abwehrreihe des heimischen Drittligisten FC Reading, bevor er im Januar 1954 nach 170 Ligaeinsätzen für die „Royals“ zwei Spielklassen höher zum FC Chelsea wechselte. Dort musste er einige Monate auf sein Debüt warten, aber nach seinem Einstand am 6. November 1954 beim AFC Sunderland (3:3) rückte er in die Stammformation – zu Lasten des sechseinhalb Jahre älteren Konkurrenten Ron Greenwood. Wicks absolvierte in Chelseas Meistersaison 1954/55 insgesamt 21 Ligaspiele und beim 4:2-Auswärtssieg im Derby gegen Tottenham am 2. April 1955 schoss er sein erstes und einziges Tor für die „Blues“. Chelseas Trainer Ted Drake bezeichnete Wicks neben Frank Blunstone später als seinen wohl besten Transfer.
Der zuverlässige Mittelläufer galt als ein Kandidat für die englische Nationalmannschaft, aber spätestens nachdem er sich 17 Monate nach der Meisterschaft schwer die Kniebänder verletzt hatte, musste er im Alter von 28 Jahren seine aktive Laufbahn beenden, womit er sich mit einem Länderspiel 1952 für die englische B-Elf gegen Frankreich begnügen musste.
Später arbeitete Wicks unter seinem Ex-Kapitän Roy Bentley, als dieser Trainer des FC Reading war, bevor er sich dem familiären Teppichgeschäft widmete. Er verstarb früh im Februar 1983 in Folge einer Krebserkrankung.

## Titel/Auszeichnungen
- Englische Meisterschaft (1): 1955
- Charity Shield (1): 1955